# Datanet Integrated Services
Integrated Services (IntServ) er en åben Quality of Service arkitektur standardiseret af IETF.